# Ранда, Ипполит
Ипполит Ранда (чеш. Hippolyt Randa; 13 августа 1836, Домажлице, Австро-Венгрия — 29 марта 1896, там же) — австро-венгерский чешский историк, священник.
В 1861 году окончил семинарию в Ческе-Будеёвице и был рукоположён в кнезы. Из-за плохого состояния здоровья, однако, не мог полноценно выполнять священнические обязанности, поэтому жил в родном городе в покое, имея статус отдельного приходского священника. Имел достаточное количество времени для написания исторических работ.
Наиболее известные работы его авторства: «Historické po jednání о povĕstném Lamingenovi» (Домажлице, 1885), «Chodové a jejich osudy» (там же, 1887), «Dinkwúrdigkeiten aus dem westlichen Bóhmerwalde und ausfúgrliche Geschichte des Marianischen Wallfahrsortes zu Neukirchen» (там же, 1873).